# Демчишин, Владимир Васильевич
Владимир Васильевич Демчишин (укр. Володимир Васильович Демчишин; род. 12 ноября 1974 года, Львов) — украинский государственный деятель, предприниматель.
С 2 декабря 2014 года по 14 апреля 2016 года — Министр энергетики и угольной промышленности Украины во втором правительстве Арсения Яценюка.

## Биография
Владимир Васильевич Демчишин родился 12 ноября 1974 года во Львове.
Окончил Львовский национальный университет имени Ивана Франко по специальности «Международные экономические отношения». После чего получил степень в Европейском университете «Виадрина», а также степень MBA по международным финансам в бизнес-школе Канзасского университета.
В 2007—2008 годах — вице-президент банка ING.
В 2005—2006 годах — менеджер отдела корпоративных финансов компании Ernst & Young.
В 2008—2014 годах — директор отдела инвестиционно-банковских услуг группы «Investment Capital Ukraine».
С 27 августа по 3 декабря 2014 года — председатель Национальной комиссии, осуществляющей государственное регулирование в сферах энергетики и коммунальных услуг (НКРЭ).
Со 2 декабря 2014 года — министр энергетики и угольной промышленности Украины. В Кабмин зашёл по квоте БПП.
14 апреля 2016 Второе правительство Яценюка был отправлено в отставку Верховной Радой Украины, по этому  Владимир Демчишин лишился должности министр энергетики и угольной промышленности Украины в новом Правительстве Гройсмана его сменил Игорь Насалик
21 апреля 2016 года Комитет по назначениям руководителей стратегических предприятий при Министерстве экономического развития и торговли Украины согласовал назначение на должность члена наблюдательного совета национальной акционерной компании «Нефтегаз Украины» Владимира Демчишина. Президент Владимир Зеленский обратился к премьер-министру Владимиру Гройсману с предложением уволить представителя государства в Наблюдательном совете НАК «Нафтогаз Украины» Владимира Демчишина.
Считается близким к российскому олигарху Константину Григоришину.
Немецкий журнал Spiegel называет его «доверенным лицом Порошенко».
Свободно владеет иностранными языками — английским, немецким, польским и русским.
Женат, дочь Ангелина.

## Скандалы
В январе 2015 года премьер-министр Арсений Яценюк заявил, что в договоре между «Укринтерэнерго» и российской энергетической компанией «Интер РАО» есть положение о том, что электроэнергия поставляется «в Крымский федеральный округ РФ». Демчишин это отрицал и заявил, что такая формулировка была только в некоторых рабочих версиях документа, и в подписанном документе её нет.
В феврале 2015 года комиссия по расследованию обстоятельств подписания контрактов на импорт электроэнергии из России на Украину и поставки её в Крым, созданная 21 января 2015 года по поручению Яценюка, признала противоправными действия министра энергетики Владимира Демчишина по заключению данных контрактов, предложила освободить его, а все материалы расследования передать правоохранительным органам для проверки и привлечения к ответственности виновных лиц в совершённых правонарушениях.